# Агатис тихоокеанський
Agathis macrophylla (агатис тихоокеанський) — голонасінне дерево, що росте на островах південно-західної частини Тихого океану. Характерні для цього виду біотопи — вологі низовини. Розповсюджений на островах Фіджі, Вануату, Соломонових островах; інтродукований в Нову Зеландію.

## Загальні дані

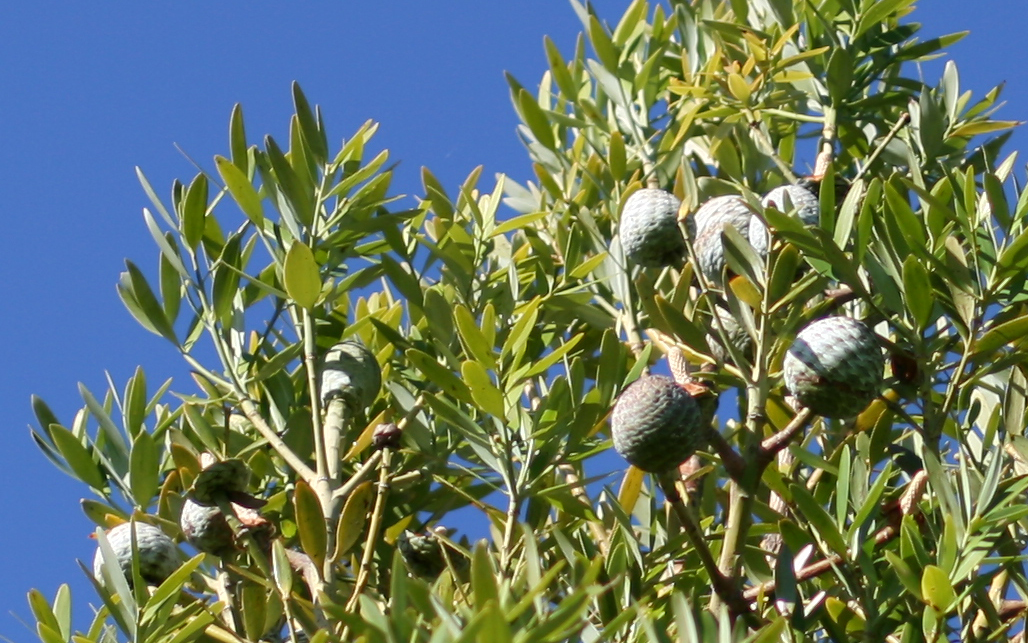
Жіночі шишки тихоокеанського агатиса

Тихоокеанський агатис — велике вічнозелене дерево, що досягає 40 метрів заввишки та 3 метрів в діаметрі стовбура. Кора плямиста, в міру старіння відшаровується та скидається (що є характеристичною ознакою роду). Молоді дерева мають вузьку конічну крону, але в міру зростання (після набуття товщини стовбура 30–50 сантиметрів) крона ширшає, і втрачає правильну геометричну форму. У старих дерев стовбур прямий або слабко вигнутий, гілки відсутні аж до висоти 15–20 метрів над рівнем ґрунту. Коренева система сильна та значно заглиблена, завдяки чому дерева добре переносять сильні вітри.
Листя (точніше, листоподібна хвоя) тихоокеанського агатису зеленого кольору, глянцево-блискуче, листова пластинка еліптична або ланцетоподібна, 7–15 сантиметрів завдовжки та 2–4 сантиметри завширшки, з короткими черешками. Листки зібрані в перехрещені пари, але окремі пластинки повернуті таким чином, що лежать в одній площині. Листя молодих рослин, та рослин, що ростуть у вологих місцях, зазвичай має більший розмір.
Чоловічі шишки тихоокеанського агатису мають еліптичну форму, довжина 2–5 сантиметри (на час, коли починається вивільнення пилку). Характерною ознакою виду, за якою його можна відрізнити від інших представників роду, є порівняно короткі чоловічі шишки. Жіночі (насінні) шишки сферичні, 8–13 сантиметрів в діаметрі, розташовані на коротких дерев'янистих черешках. Більшість насінних шишок визріває в період від початку до середини лютого, при цьому шишки набувають коричневого забарвлення і вивільняють окремі дрібні пласкі насінини, облаштовані крильцями довжиною приблизно 3,5 сантиметри. Це насіння може долати значні відстані за вітром (десятки кілометрів), а іноді, під час тропічних циклонів, відноситься навіть за сотні кілометрів.

## Екологія

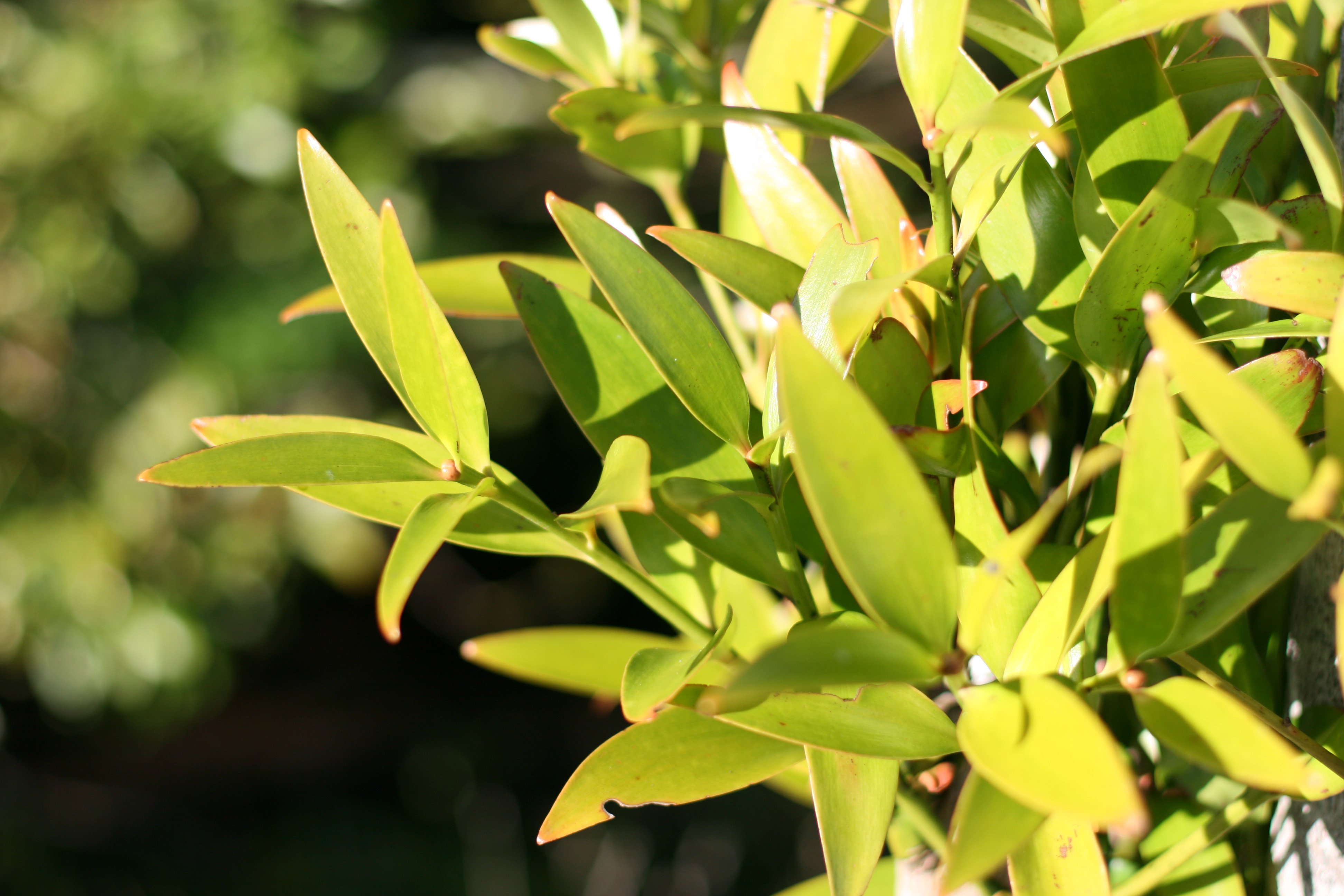
Листя тихоокеанського агатису

Тихоокеанський агатис є одним з найвищих дерев у світі, і є домінантним видом в спільнотах закритих низовинних та низькогірних тропічних острівних лісів. Асоційовані з ним види можуть бути різними залежно від місця спостереження. Зокрема, це Cryptocarya turbinata, Ilex vitiensis, Garcinia vitiensis, Palaquium spp., та Podocarpus spp. на Вануату, і Calophyllum vitiense, Dacrydium nidulum, Retrophyllum vitiense, Fagraea berteroana, та Podocarpus spp. на Фіджі.
Цей вид — один з найбільш швидко ростучих у своєму роді, здатний виростати на 1-1.5 метри на рік на найкращих для нього слабко затінених або повністю відкритих місцях. Водночас рослина є досить тіньовитривалою, особливо після початку визрівання насіння, хоча ріст при цьому помітно сповільнюється. Тихоокеанський агатис належить до довгоживучих видів, і здатен досягати віку 300—1000 років.

## Господарське використання
Цей вид дає цінну промислову деревину, що використовується для різноманітних потреб. Колір деревини варіює від кремового до золотистого (ядрова деревина дорослих дерев є блискучо-коричневою), і високо цінується в лісовій промисловості, зокрема як матеріал для поверхневого шпону. Суха деревина має густину близько 540 кг/м³.
В регіоні південно-західного Тихого океану (Меланезія) цей вид дерев історично був і є цінним природним ресурсом. Він використовується для будівництва осель, виробництва каное, а також для тотемних стовпів. Сажа від смоли використовується як чорна фарба для волосся, одягу, та при татуюванні, а листя в традиційній медицині.